# Kukačka africká
Kukačka africká (Cuculus gularis) je druh ptáka z řádu kukaček (Cuculiformes) a čeledi kukačkovitých (Cuculidae). Dorůstá 32 cm. Žije v lesích a savanách subsaharské Afriky a patří k tažným druhům. Náleží mezi tzv. obligátní hnízdní parazity; k nejčastěji vyhledávaným druhům hostitelů patří ťuhýkovec jižní, ťuhýkovec jihoafrický, ťuhýk afrotropický, drongo africký a bulbul zahradní.